# 維拉斯 (伊利諾伊州)
維拉斯（英語：Villas）是位於美國伊利諾伊州克勞福德縣的一個非建制地區。該地的面積和人口皆未知。

## 地理
維拉斯的座標為38°53′58″N 87°45′13″W / 38.89944°N 87.75361°W，而該地的平均海拔高度為175米（即574英尺）。